# Sanatoriul TBC Moroeni

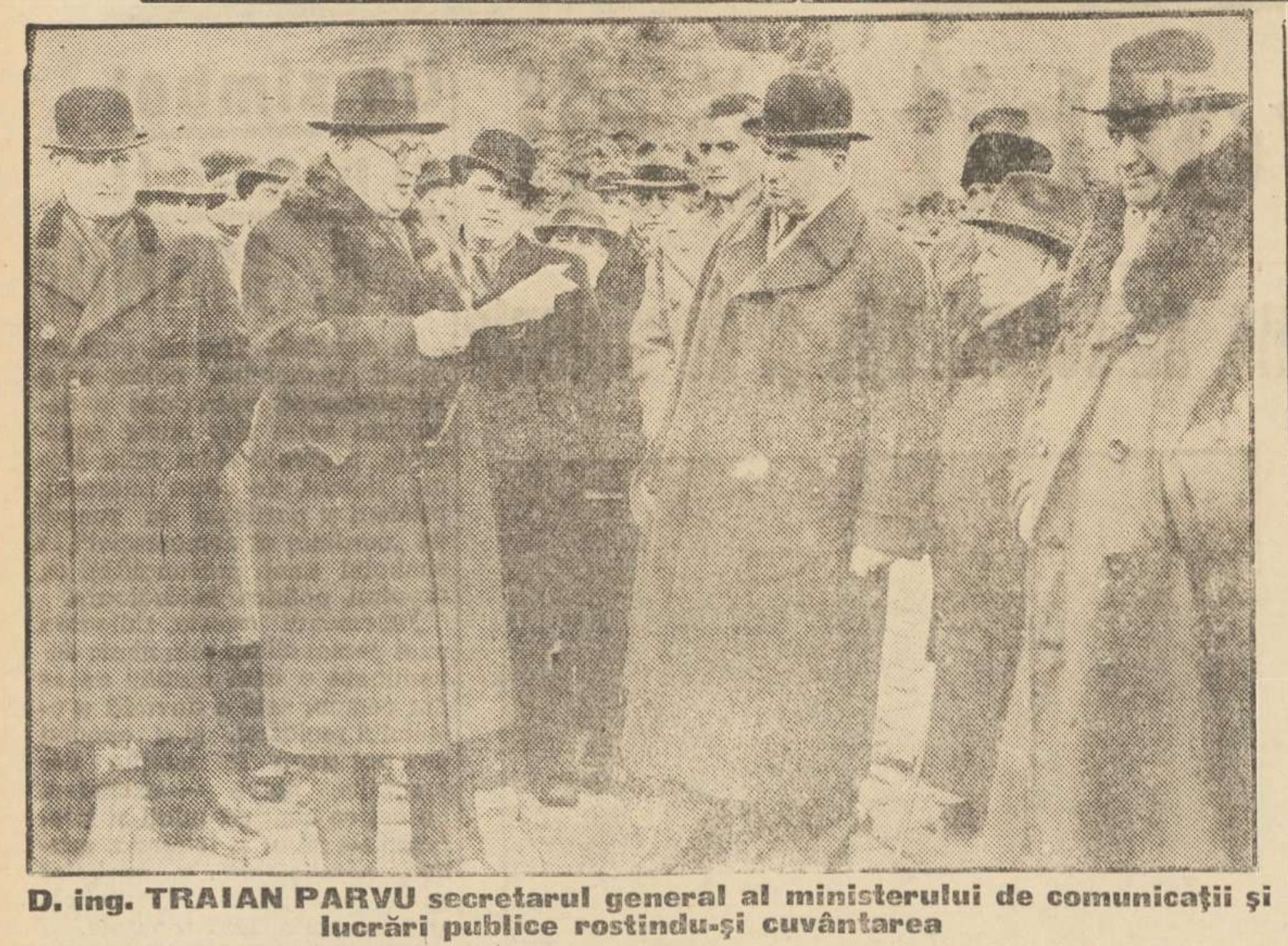
D. ing. TRAIAN PARVU secretarul general al ministerului de comunicații și lucrări publice rostindu-și cuvântarea

Sanatoriul TBC Moroeni, județul Dâmbovița, a fost început în vara anului 1936 cu o capacitate de 400 de paturi pentru bolnavi. Este situat la o altitudine de 1010 metri deasupra nivelului mării, 26 km. din Sinaia, pe DN71 Sinaia-Târgoviște și 3 km. de Hidrocentrala Dobrești. Alimentarea cu apă se face prin cădere, adusă de la 4 km., în special. La momentul construcției, sanatoriul avea și o sala de spectacole, care din păcate astăzi nu mai există, și două săli de operație.

##### PUNEREA PIETREI FUNDAMENTALE

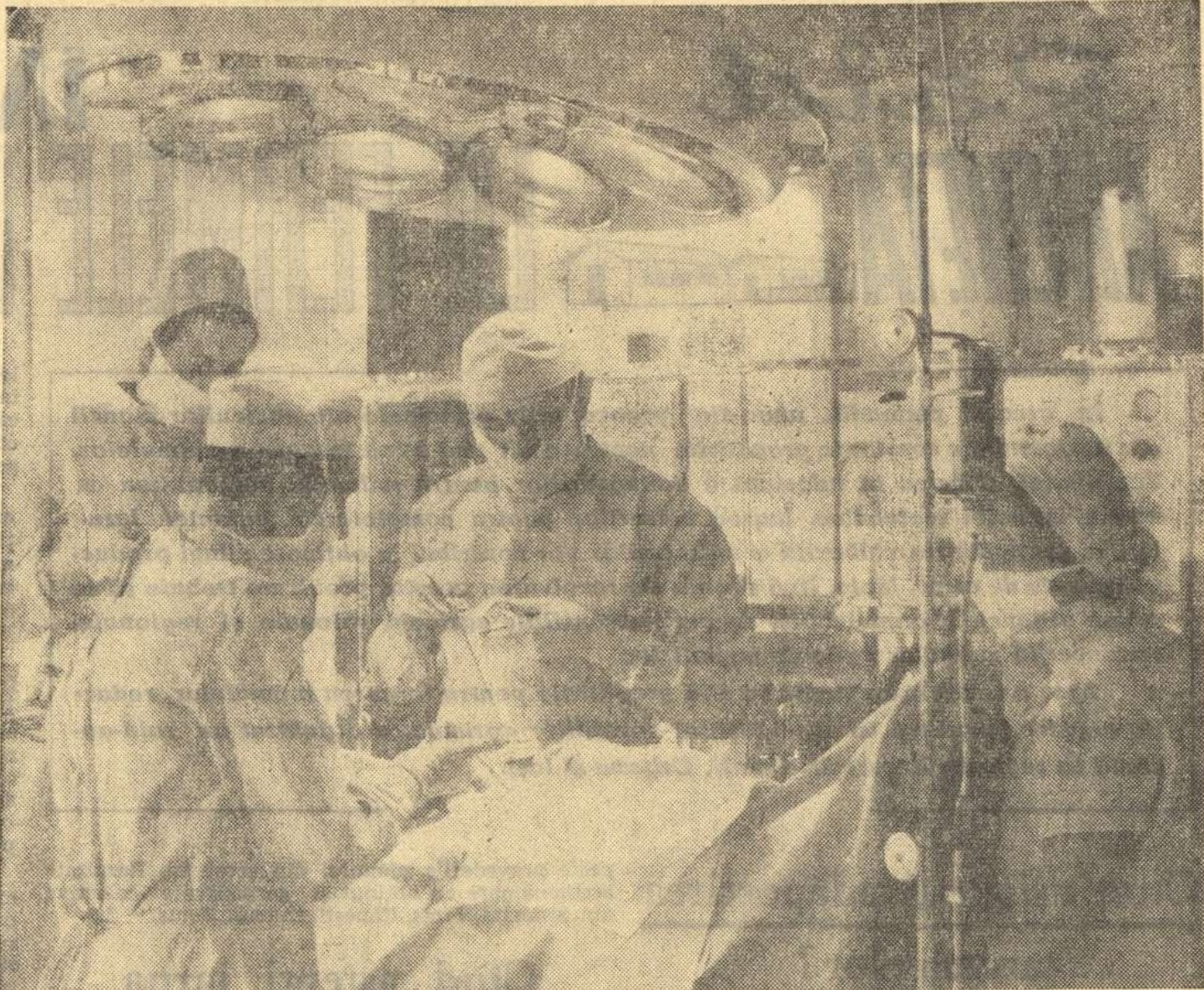
Operatie toracica efectuata la Sanatoriul Moroeni

Au luat parte la punerea pietrei fundamentale d-nii: dr. I. Costinescu, ministrul sănătății, C. Dimitriu, fost ministru, d. ministru Negură, prof. dr. Titu Gane, secretarul general al ministerului sănătății, M. Enescu, directorul general al Casei centrale a asigurărilor sociale, dr. Vișoianu, dr. Titu Ionescu, d. Aurică Constantinescu, d.Spirescu, N. Dumitriu, Verussi, dr. Baciu, d. și d-na Bogdanovici, Stăncescu, Negrescu, inspector Constantinescu, farmacist Ionescu, Neacșu (P. T. T.), Pleșa (P. T. T.), Slătineanu, dr. Marius Nasta, dr. Tănăsescu, d. Demetriad, dr. Coșecescu, dr. Pușcariu, ing. Romașcu, arh. Viacelli, d. dr. I. Ștefănescu, ing. Dulițchi, prefectul de Prahova Bondoc, prefectul de Dâmbovița, inspector sanitar I. Apostolescu, primarul comunei Târgoviște, primarul comunei Moroeni, etc Cheltuielile totale în care intră clădirea, paturile, instalațiunile mecanice, aparatele chirurgicale, etc., se vor ridica la aproape 70 milioane lei.  

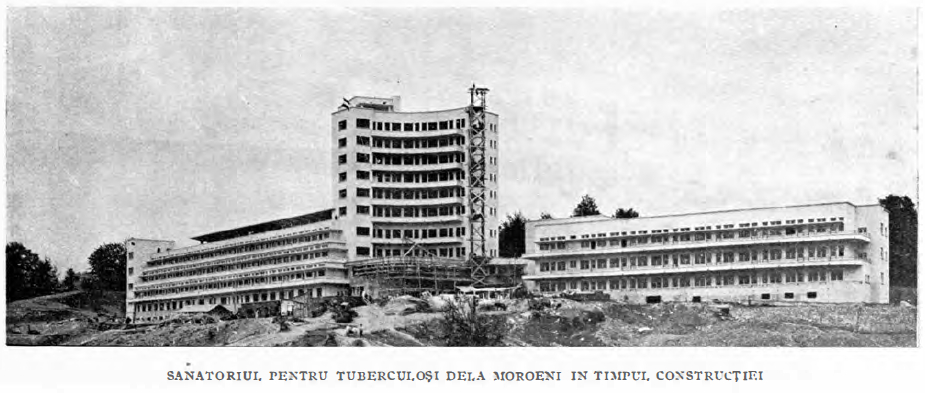
Sanatoriul Moroeni în construcție

## Conceptia
Privit din față, sanatoriul are trei părți distincte : aripa din stânga este destinată bolnavilor de tuberculoză lipsiți de mijloace materiale, aripa din dreapta este rezervată bolnavilor asigurărilor sociale iar pavilionul central va fi destinat bolnavilor cu dare de mână care-și vor plăti întreținerea și tratamentul.